# Lynx Football Club
Lynx Football Club es un club de fútbol de Gibraltar que actualmente juega en la Primera División de Gibraltar y en la Rock Cup.

## Historia
El equipo fue fundado en 2007 y desde su creación ha sido presidido por Albert Parody. Desde su fundación jugó en la Segunda División de Gibraltar hasta que en la temporada 2019-10 se consagró campeón y consiguió ascender a Primera División. En su primera temporada en Primera División (2010-11) el club descendió, luego de terminar en la sexta posición de seis equipos participantes. En la temporada 2011-12 volvió a jugar en Segunda División; en aquella temporada se coronó campeón una vez más y consiguió un nuevo ascenso a Primera División y desde entonces se ha mantenido jugando en esta categoría. Su mejor posición en Primera División es un tercer puesto en la temporada 2013-14.

### Temporada 2016-17
En esta temporada el club quedó en la sexta posición, con veintiocho puntos obtenidos en veintisiete partidos jugados; de los cuales ganó ocho, empató 4 y perdió quince. El club estuvo ubicado en la décima posición (descenso directo) de la tabla hasta la octava jornada, pero logró escapar de esa zona y desde la decimoctava jornada se mantuvo en la sexta posición. En la Rock Cup el club alcanzó los cuartos de final donde fue eliminado por St. Joseph's.

## Resumen general de las temporadas
| Temporada | Primera División | Rock Cup (copa)  |
| --------- | ---------------- | ---------------- |
| 2013-14   | 3.° lugar        | Cuartos de final |
| 2014-15   | 3.° lugar        | Finalista        |
| 2015-16   | 5.° lugar        | Segunda ronda    |
| 2016-17   | 6.° lugar        | Cuartos de final |
| 2017-18   | 9.° lugar        | Segunda ronda    |
| 2018-19   | 7.° lugar        | Segunda ronda    |
| 2019-20   | 4.° lugar        | Primera ronda    |

## Presidentes y entrenadores
| Presidente     | Inicio | Fin |
| -------------- | ------ | --- |
| Albert Parody. | 2007   |     |

| Entrenador     | Inicio | Fin  |
| -------------- | ------ | ---- |
| Albert Parody. | 2007   | 2017 |
| Allen Bula.    | 2017   |      |

## Auspiciadores y proveedores
| Auspiciador              | Inicio | Fin  |
| ------------------------ | ------ | ---- |
| Enterprise Insurance Co. | 2016   | 2017 |
| GIB.                     | 2017   |      |

| Proveedor | Inicio | Fin |
| --------- | ------ | --- |
| Erreà     | 2016   |     |

## Palmarés
| Torneo           | Títulos | Subcampeonatos | Años en los que fue campeón | Años en los que fue subcampeón |
| ---------------- | ------- | -------------- | --------------------------- | ------------------------------ |
| Segunda División | 2       | 0              | 2010, 2012                  |                                |
| Rock Cup (copa)  | 0       | 1              |                             | 2015                           |

## Goleadores por temporada
A continuación se muestra una lista con los máximos goleadores por temporada en la Primera División de Gibraltar.
| Temporada | Jugador                    | Goles |
| --------- | -------------------------- | ----- |
| 2013-14   | Sergio Ginés               | 14    |
| 2014-15   | Raducio King               | 10    |
| 2015-16   | Juan Pablo Pereira Sastrie | 16    |
| 2016-17   | Raúl Segura                | 8     |
| 2017-18   |                            |       |

## Fútbol sala
Lynx cuenta con un equipo de fútbol sala que actualmente juega en la División 1 de Gibraltar donde ha terminado campeón en las temporadas 2014-15, 2015-16, 2016-17 y ha participado en la Copa de la UEFA de fútbol sala en tres ocasiones.